# Аеродром Ларнака
Међународни аеродром Глафкос Клеридес Ларнака (: , : ) (грч. Διεθνές Aεροδρόμιο Λάρνακας) је главни међународни аеродром Кипра (други је Пафос), смештен на 4 километра јужно од Ларнаке, уз само Средоземно море.
Аеродром је добио садашње име у јулу 2016., у част бившег председника Кипра Глафкоса Клеридеса.

## Објекти
Аеродром има један главни, најсавременији путнички терминал. Одласци се обављају на горњем нивоу, док се доласци обављају на приземљу. Стари терминал је реновиран и њиме приватно управља компанија Skylink Services Ltd, која управља и управља „ВИП терминалом“, који се користи за луксузне авионе и за гостујуће шефове држава, као и за друге некомерцијалне авионе. Аеродром користи једну велику платформу за све путничке авионе, са другом платформом која служи за терет, складиштење авиона и ВИП операције. Концепт архитектонског дизајна путничког терминала развили су француски архитекти у Aéroports de Paris (ADP) са Sofréavia у Француској.
Главни терминал аеродрома се тренутно проширује како би могао да опслужи 12,4 милиона путника годишње. То ће укључивати нову зону обезбеђења, додатна удаљена паркинг места и ново западно крило, повезано са главном зградом терминала.

## Авио-компаније и дестинације
Следеће авио-компаније служе Аеродром Ларнака (списак стања од маја 2025.):
| Airlines                        | Destinations |
| ------------------------------- | --- |
| Aegean Airlines                 | Athens, Rome–Fiumicino, Tel Aviv, Thessaloniki Seasonal charter: Yerevan |
| Air Baltic                      | Riga |
| Air Haifa                       | Haifa |
| Air Serbia                      | Belgrade |
| Animawings                      | Bucharest–Otopeni |
| Arkia                           | Tel Aviv |
| Austrian Airlines               | Vienna |
| Avion Express                   | Seasonal charter: Vilnius |
| BH Air                          | Seasonal charter: Burgas, Skopje, Sofia |
| Bluebird Airways                | Tel Aviv |
| Braathens International Airways | Seasonal charter: Bergen, Billund, Copenhagen, Helsinki, Gothenburg, Stavanger, Stockholm–Arlanda, Trondheim, Umeå |
| British Airways                 | London–Gatwick, London–Heathrow |
| Buzz                            | Seasonal charter: Katowice, Poznań, Warsaw–Chopin, Wrocław |
| Chair Airlines                  | Seasonal: Zürich |
| Condor                          | Seasonal: Düsseldorf (resumes 3. мај 2025.), Frankfurt |
| Corendon Airlines               | Seasonal: Tel Aviv |
| Cyprus Airways                  | Athens, Beirut, Dubai–International, Tel Aviv, Seasonal: Barcelona, Paris–Charles de Gaulle, Preveza/Lefkada, Rhodes, Skiathos, Venice (begins 30 May 2025) Seasonal charter: Craiova (begins 17 June 2025), Sibiu (begins 14 June 2025) |
| Dan Air                         | Bucharest–Otopeni |
| Discover Airlines               | Frankfurt (begins 26 October 2025) |
| EasyJet                         | Amsterdam, Basel/Mulhouse, Berlin, London–Gatwick, London–Luton Seasonal: Belfast–International, Birmingham, Bristol, Glasgow, Liverpool, Manchester (begins 25 June 2025), Milan–Malpensa, Nantes, Paris–Charles de Gaulle |
| Edelweiss Air                   | Zürich |
| Egyptair                        | Cairo |
| El Al                           | Tel Aviv |
| Emirates                        | Dubai–International, Malta |
| Enter Air                       | Seasonal: Gdańsk Seasonal charter: Katowice, Poznań, Warsaw–Chopin |
| Eurowings                       | Düsseldorf Seasonal: Berlin, Cologne/Bonn, Graz, Hamburg, Prague, Salzburg, Stockholm–Arlanda, Stuttgart |
| Finnair                         | Seasonal: Helsinki |
| FlyLili                         | Seasonal charter: Tel Aviv (begins 1. јул 2025.) |
| FlyOne                          | Chişinău, Yerevan Seasonal charter: Bucharest–OtopeniШаблон:Bsn, Cluj-NapocaШаблон:Bsn, Craiova (begins 7 June 2025)Шаблон:Bsn |
| FLYYO                           | Seasonal charter: Tel Aviv |
| Georgian Airways                | Tbilisi |
| Gulf Air                        | Bahrain |
| Helvetic Airways                | Seasonal: Bern, Zürich |
| Heston Airlines                 | Seasonal charter: Tallinn |
| HiSky                           | Seasonal charter: Bucharest–Otopeni, Cluj-Napoca, Oradea (begins 3 June 2025), Timișoara |
| Israir                          | Tel Aviv Seasonal: Haifa |
| Jazeera Airways                 | Seasonal: Kuwait City |
| Jet2.com                        | Seasonal: Birmingham, Bristol, East Midlands, Edinburgh, Glasgow, Leeds/Bradford, London–Stansted, Manchester, Newcastle upon Tyne |
| Jettime                         | Seasonal charter: Aalborg, Billund, Copenhagen, Helsinki, Luleå, Malmö, Norrköping, Örebro, Oslo, Växjö |
| LOT Polish Airlines             | Warsaw–Chopin Seasonal charter: Katowice |
| Lufthansa                       | Frankfurt (ends 25 October 2025), Munich |
| Middle East Airlines            | Beirut |
| Neos                            | Seasonal: Tel Aviv |
| Norwegian Air Shuttle           | Copenhagen, Oslo Seasonal: Helsinki, Stockholm–Arlanda Seasonal charter: Trondheim |
| Qatar Airways                   | Doha |
| Royal Jordanian                 | Amman–Queen Alia |
| Ryanair                         | Vienna |
| Saudia                          | Seasonal: Riyadh (resumes 17 June 2025) |
| Scandinavian Airlines           | Seasonal: Copenhagen, Oslo, Stockholm–Arlanda Seasonal charter: Bergen, Gothenburg |
| Sky Express                     | Athens, Thessaloniki Seasonal: Heraklion |
| SkyUp                           | Chişinău |
| SmartLynx Airlines              | Seasonal charter: Tallinn |
| Smartwings                      | Seasonal: Bratislava, Brno, Košice, Prague Seasonal charter: Katowice, Warsaw–Chopin (begins 27 May 2025) |
| Sundor                          | Tel Aviv |
| Sunclass Airlines               | Seasonal charter: Billund, Borlange (begins 18 August 2025), Copenhagen, Gothenburg, Helsinki, Malmö, Norrköping, Örebro (resumes 11 August 2025), Oslo, Sandefjord, Stockholm–Arlanda, Växjö |
| Swiss International Air Lines   | Seasonal: Geneva |
| Transavia                       | Amsterdam Seasonal: Marseille (begins 13 July 2025), Paris–Orly |
| TUI Airways                     | Seasonal: Belfast–International, Birmingham, Bristol, Cardiff, East Midlands, London–Gatwick, Manchester, Newcastle upon Tyne |
| TUI fly Belgium                 | Seasonal: Brussels |
| TUI fly Deutschland             | Seasonal: Düsseldorf, Frankfurt, Hannover |
| TUI fly Netherlands             | Seasonal: Dublin (begins 14 May 2025) |
| TUI fly Nordic                  | Seasonal charter: Billund, Gothenburg, Norrköping, Stockholm–Arlanda |
| Tus Airways                     | Tel Aviv |
| Universal Air                   | Seasonal charter: Tel Aviv |
| Wizz Air                        | Abu Dhabi, Athens, Belgrade, Bucharest–Otopeni, Budapest, Chişinău (resumes 19 August 2025), Gdańsk, Giza, Iași, Katowice, Kraków, Kutaisi, London–Gatwick, London–Luton, Milan–Malpensa, Prague, Rome–Fiumicino, Sofia, Tel Aviv, Thessaloniki, Vilnius, Warsaw–Chopin, Warsaw–Radom, Wrocław, Yerevan Seasonal: Beauvais, Cluj-Napoca, Debrecen, Vienna |

## Статистика
2024. Велика Британија, Грчка, Израел, Пољска и Немачка истакнуте су као кључна тржишта за Кипар, са укупним уделом од 64% и 7,8 милиона путника. Штавише, кључне дестинације укључивале су Лондон и Атину, са око 1,4 милиона путника, и Тел Авив, са близу милион путника.
| Year | Passengers | Passengers | Cargo  | Cargo      | Aircraft movements | Aircraft movements |
| Year | Numbers    | % Change   | Tonnes | % Change   | Numbers            | % Change           |
| ---- | ---------- | ---------- | ------ | ---------- | ------------------ | ------------------ |
| 2006 | 4,927,986  | Стагнација |        |            |                    |                    |
| 2007 | 5,284,159  | 07.2%      |        |            |                    |                    |
| 2008 | 5,488,319  | 03.8%      |        |            |                    |                    |
| 2009 | 5,169,224  | 05.8%      |        |            |                    |                    |
| 2010 | 5,367,724  | 03.8%      |        |            |                    |                    |
| 2011 | 5,507,552  | 02.6%      |        |            |                    |                    |
| 2012 | 5,166,224  | 06.1%      |        |            |                    |                    |
| 2013 | 4,863,577  | 05.8%      |        |            |                    |                    |
| 2014 | 5,247,291  | 07.8%      |        |            |                    |                    |
| 2015 | 5,330,914  | 01.5%      |        |            |                    |                    |
| 2016 | 6,637,692  | 24.5%      |        |            |                    |                    |
| 2017 | 7,734,290  | 16.5%      |        |            |                    |                    |
| 2018 | 8,067,037  | 04.3%      | 29,568 | Стагнација | 60,030             | Стагнација         |
| 2019 | 8,229,346  | 02.0%      | 29,661 | 00.3%      | 56,522             | 05.7%              |
| 2020 | 1,679,816  | 79.6%      | 22,975 | 23.6%      | 18,904             | 66.6%              |
| 2021 | 3,592,011  | 113.4%     | 24,366 | 06.0%      | 31,965             | 69.1%              |
| 2022 | 6,037,053  | 68.0%      | 23,960 | 01.7%      | 44,090             | 38.8%              |
| 2023 | 8,073,932  | 33.7%      | 24,953 | 04.1%      | 52,065             | 28.3%              |
| 2024 | 8,661,354  | 08.2%      | 31,372 | 25.7%      | 60,715             | 16.6%              |